# Hammerschmiede (Georgensgmünd)
Hammerschmiede ist eine Wüstung auf dem Gemeindegebiet von Georgensgmünd im Landkreis Roth (Mittelfranken, Bayern).

## Geografische Lage
Die ehemalige Einöde lag an einem Seitenarm der Fränkischen Rezat. Im Westen grenzte das Flurgebiet „Die Gemeind-Theile“ an, im Osten jenseits der Rezat lag das Flurgebiet „Die untere Lerch“. Heute befindet sich an ihrer Stelle Haus-Nr. 34 des Hammerwegs.

## Geschichte
Das Eisenschmelzwerk und der Eisenhammer wurde in der ersten Hälfte des 16. Jahrhunderts von Endreß von Hausen, Amtmann in Roth, errichtet. Die benötigten Rohstoffe (Erz, Holzkohle und Kalk) konnten aus der näheren Umgebung bezogen werden. Während des Dreißigjährigen Krieges wurde das Anwesen zerstört. 1662 wurde es neu errichtet, von 1709 bis 1723 wurde es vom Ansbacher Markgrafen Wilhelm Friedrich persönlich übernommen. 1733 endete die Eisenherstellung. Die nächsten 200 Jahre wurde sie als Sensenschmiede betrieben, 1933 schließlich als Bronzewerk.
Gegen Ende des 18. Jahrhunderts gehörte die Hammerschmiede zur Realgemeinde Friedrichsgmünd. Es gab ein Anwesen. Das Hochgericht übte das brandenburg-ansbachische Oberamt Roth aus. Sie hatte das Brandenburg-ansbachische Verwalterämtlein Friedrichsgmünd als Grundherrn. Unter der preußischen Verwaltung (1792–1806) des Fürstentums Ansbach erhielt die Hammerschmiede die Hausnummer 28 des Ortes Friedrichsgmünd.
Von 1797 bis 1808 unterstand der Ort dem Justiz- und Kammeramt Roth. Im Rahmen des Gemeindeedikts wurde Hammerschmiede dem 1808 gebildeten Steuerdistrikt Georgensgmünd und der 1811 gegründeten Ruralgemeinde Georgensgmünd zugeordnet. Nach 1964 wurde der Ort in den amtlichen Verzeichnissen nicht mehr aufgelistet. Mittlerweile hat die Hammerschmiede ihren Betrieb eingestellt, das ursprüngliche Gebäude wurde abgerissen.

## Einwohnerentwicklung
| Jahr      | 001818 | 001840 | 001861 | 001871 | 001885 | 001900 | 001925 | 001950 | 001961 |
| Einwohner | 6      | 9      | 3      | 8      | 13     | 9      | 9      | *      | *      |
| Häuser    | 3      | 1      |        |        | 1      | 1      | 2      | *      | *      |
| Quelle    | [ 7 ]  | [ 8 ]  | [ 9 ]  | [ 10 ] | [ 11 ] | [ 12 ] | [ 13 ] | [ 14 ] | [ 15 ] |

## Religion
Hammerschmiede war evangelisch-lutherisch geprägt und nach St. Georg (Georgensgmünd) gepfarrt. Die Einwohner römisch-katholischer Konfession waren nach St. Wunibald (Georgensgmünd) gepfarrt.